# كأس هولندا 2000–01
كأس هولندا 2000–01 (بالهولندية: KNVB beker 2000/01)‏ هو الموسم 83 من كأس هولندا. أشرف على تنظيمه الاتحاد الملكي الهولندي لكرة القدم، وكان عدد الأندية المشاركة فيه 86، وفاز فيه تفينتي أنشخيدة.